# Gle Lare
Gle Lare är ett berg i Indonesien.   Det ligger i provinsen Aceh, i den västra delen av landet, 1 800 km nordväst om huvudstaden Jakarta. Toppen på Gle Lare är 114 meter över havet.
Terrängen runt Gle Lare är platt åt sydväst, men åt nordost är den kuperad. Terrängen runt Gle Lare sluttar söderut.Runt Gle Lare är det mycket glesbefolkat, med 7 invånare per kvadratkilometer. I omgivningarna runt Gle Lare växer i huvudsak städsegrön lövskog.